# Filippus portik
Filippus portik (latin: Porticus Philippi) var en portik på södra Marsfältet i antikens Rom. Portiken uppfördes av Lucius Marcius Philippus år 29 f.Kr. för att fira hans framgångar som ståthållare i Hispania. Filippus portik omgärdade Hercules Musarum-templet.

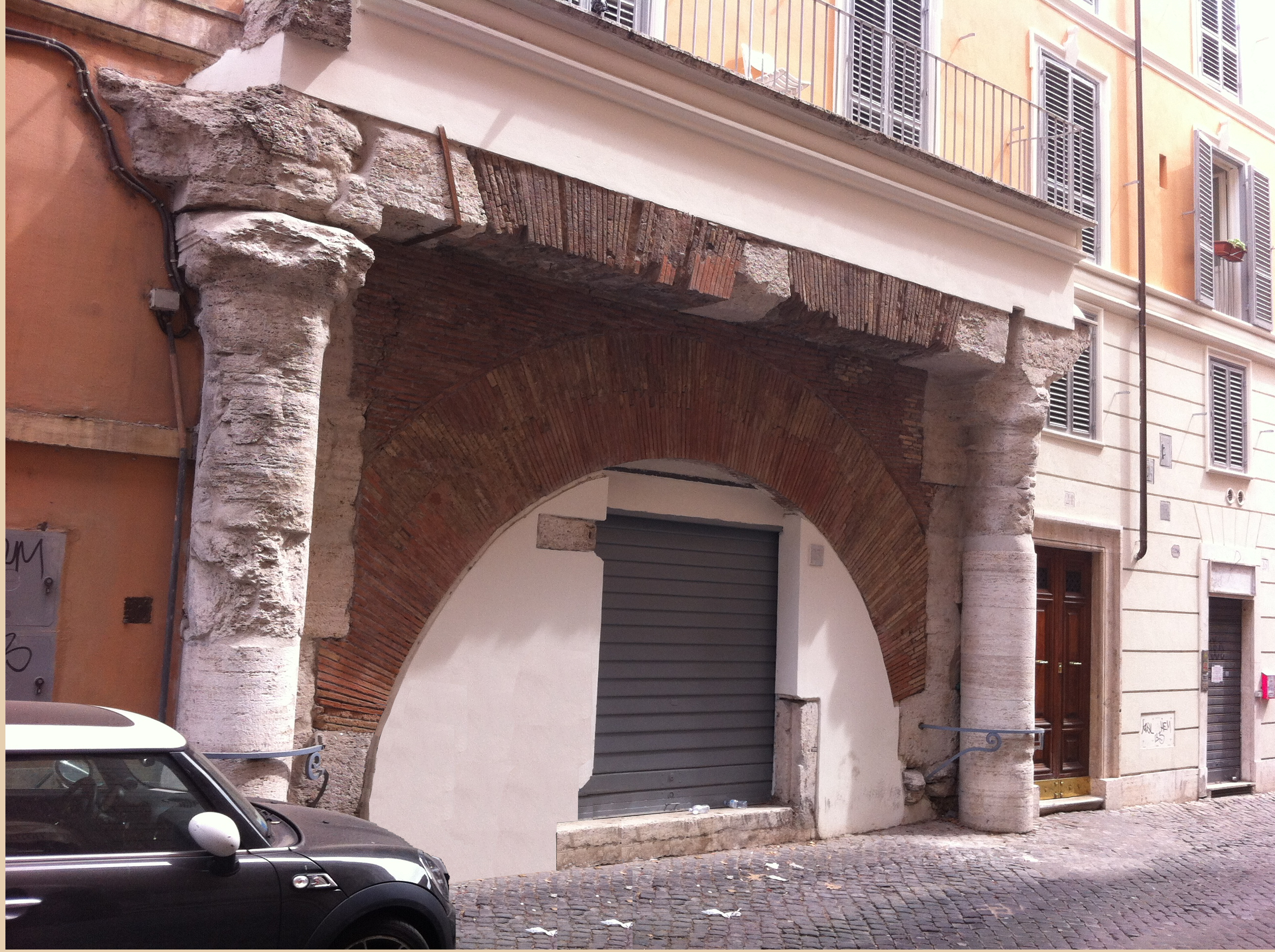
Arkadbågen vid Via di Santa Maria de' Calderari.

Portiken hyste bland annat målningar föreställande romerska gudar samt frisörbutiker.
Arkadbågen vid Via di Santa Maria de' Calderari har tidigare, felaktigt, ansetts vara en del av Philippus portik.